# Мартін Страка
Мартін Страка (чеськ. Martin Straka, нар. 3 вересня 1972, Плзень) — чеський хокеїст, що грав на позиції центрального нападника. Грав за збірну команду Чехії.
Олімпійський чемпіон. Провів понад тисячу матчів у Національній хокейній лізі.

## Ігрова кар'єра
Хокейну кар'єру розпочав на батьківщині 1989 року виступами за команду «Пльзень».
1992 року був обраний на драфті НХЛ під 19-м загальним номером командою «Піттсбург Пінгвінс».
Протягом професійної клубної ігрової кар'єри, що тривала 26 років, захищав кольори команд «Піттсбург Пінгвінс», «Оттава Сенаторс», «Нью-Йорк Айлендерс», «Флорида Пантерс», «Лос-Анджелес Кінгс», «Нью-Йорк Рейнджерс» та «Пльзень».
Загалом провів 1060 матчів у НХЛ, включаючи 106 ігор плей-оф Кубка Стенлі.
Виступав за національну збірну Чехії.

## Нагороди та досягнення
Клубні
- Срібний призер ЧСХЛ у складі «Шкода Пльзень» — 1992.
- Учасник матчу усіх зірок НХЛ — 1999.
- Чемпіон Чехії в складі «Пльзень» — 2013.

Збірні
- Бронзовий призер юнацького чемпіонату Європи в складі юнацької збірної Чехословаччини — 1990.
- Бронзовий призер молодіжного чемпіонату світу в складі молодіжної збірної Чехословаччини — 1991.
- Чемпіон Зимових Олімпійських ігор у Нагано — 1998.
- Чемпіон світу — 2005.
- Бронзовий призер Зимових Олімпійських ігор 2006.

## Статистика

### Клубні виступи
| Сезон                  | Клуб                   | Ліга                   | Регулярний сезон | Регулярний сезон | Регулярний сезон | Регулярний сезон | Регулярний сезон | Плей-оф | Плей-оф | Плей-оф | Плей-оф | Плей-оф |
| Сезон                  | Клуб                   | Ліга                   | І                | Г                | П                | О                | ШХ               | І       | Г       | П       | О       | ШХ      |
| ---------------------- | ---------------------- | ---------------------- | ---------------- | ---------------- | ---------------- | ---------------- | ---------------- | ------- | ------- | ------- | ------- | ------- |
| 1989–90                | «Пльзень»              | ЧСХЛ                   | 1                | 0                | 3                | 3                | 0                | —       | —       | —       | —       | —       |
| 1990–91                | «Пльзень»              | ЧСХЛ                   | 47               | 7                | 24               | 31               | 6                | —       | —       | —       | —       | —       |
| 1991–92                | «Пльзень»              | ЧСХЛ                   | 36               | 26               | 14               | 40               | 20               | 14      | 4       | 4       | 8       | —       |
| 1992–93                | «Клівленд Ламберджекс» | ІХЛ                    | 4                | 4                | 3                | 7                | 0                | —       | —       | —       | —       | —       |
| 1992–93                | «Піттсбург Пінгвінс»   | НХЛ                    | 42               | 3                | 13               | 16               | 29               | 11      | 2       | 1       | 3       | 2       |
| 1993–94                | «Піттсбург Пінгвінс»   | НХЛ                    | 84               | 30               | 34               | 64               | 24               | 6       | 1       | 0       | 1       | 2       |
| 1994–95                | «Пльзень»              | ЧЕ                     | 19               | 10               | 11               | 21               | 0                | —       | —       | —       | —       | —       |
| 1994–95                | «Піттсбург Пінгвінс»   | НХЛ                    | 31               | 4                | 12               | 16               | 16               | —       | —       | —       | —       | —       |
| 1994–95                | «Оттава Сенаторс»      | НХЛ                    | 6                | 1                | 1                | 2                | 0                | —       | —       | —       | —       | —       |
| 1995–96                | «Оттава Сенаторс»      | НХЛ                    | 43               | 9                | 16               | 25               | 29               | —       | —       | —       | —       | —       |
| 1995–96                | «Нью-Йорк Айлендерс»   | НХЛ                    | 22               | 2                | 10               | 12               | 6                | —       | —       | —       | —       | —       |
| 1995–96                | «Флорида Пантерс»      | НХЛ                    | 12               | 2                | 4                | 6                | 6                | 13      | 2       | 2       | 4       | 2       |
| 1996–97                | «Флорида Пантерс»      | НХЛ                    | 55               | 7                | 22               | 29               | 12               | 4       | 0       | 0       | 0       | 0       |
| 1997–98                | «Піттсбург Пінгвінс»   | НХЛ                    | 75               | 19               | 23               | 42               | 28               | 6       | 2       | 0       | 2       | 2       |
| 1998–99                | «Піттсбург Пінгвінс»   | НХЛ                    | 80               | 35               | 48               | 83               | 26               | 13      | 6       | 9       | 15      | 6       |
| 1999–00                | «Піттсбург Пінгвінс»   | НХЛ                    | 71               | 20               | 39               | 59               | 26               | 11      | 3       | 9       | 12      | 10      |
| 2000–01                | «Піттсбург Пінгвінс»   | НХЛ                    | 82               | 27               | 68               | 95               | 38               | 18      | 5       | 8       | 13      | 8       |
| 2001–02                | «Піттсбург Пінгвінс»   | НХЛ                    | 13               | 5                | 4                | 9                | 0                | —       | —       | —       | —       | —       |
| 2002–03                | «Піттсбург Пінгвінс»   | НХЛ                    | 60               | 18               | 28               | 46               | 12               | —       | —       | —       | —       | —       |
| 2003–04                | «Піттсбург Пінгвінс»   | НХЛ                    | 22               | 4                | 8                | 12               | 16               | —       | —       | —       | —       | —       |
| 2003–04                | «Лос-Анджелес Кінгс»   | НХЛ                    | 32               | 6                | 8                | 14               | 4                | —       | —       | —       | —       | —       |
| 2004–05                | «Пльзень»              | ЧЕ                     | 45               | 16               | 18               | 34               | 76               | —       | —       | —       | —       | —       |
| 2005–06                | «Нью-Йорк Рейнджерс»   | НХЛ                    | 82               | 22               | 54               | 76               | 42               | 4       | 0       | 0       | 0       | 2       |
| 2006–07                | «Нью-Йорк Рейнджерс»   | НХЛ                    | 76               | 29               | 41               | 70               | 24               | 10      | 2       | 8       | 10      | 2       |
| 2007–08                | «Нью-Йорк Рейнджерс»   | НХЛ                    | 65               | 14               | 27               | 41               | 22               | 10      | 3       | 7       | 10      | 16      |
| 2008–09                | «Пльзень»              | ЧЕ                     | 51               | 22               | 30               | 52               | 20               | 17      | 8       | 13      | 21      | 2       |
| 2009–10                | «Пльзень»              | ЧЕ                     | 35               | 17               | 26               | 43               | 32               | 6       | 2       | 2       | 4       | 4       |
| 2010–11                | «Пльзень»              | ЧЕ                     | 51               | 17               | 44               | 61               | 12               | —       | —       | —       | —       | —       |
| 2011–12                | «Пльзень»              | ЧЕ                     | 51               | 17               | 30               | 47               | 20               | 12      | 2       | 11      | 13      | 4       |
| 2012–13                | «Пльзень»              | ЧЕ                     | 47               | 15               | 39               | 54               | 18               | 26      | —       | —       | —       | —       |
| Усього в НХЛ           | Усього в НХЛ           | Усього в НХЛ           | 954              | 257              | 460              | 717              | 360              | 106     | 26      | 44      | 70      | 52      |
| ЧСХЛ/Чеська екстарліга | ЧСХЛ/Чеська екстарліга | ЧСХЛ/Чеська екстарліга | 383              | 147              | 239              | 386              | 204              | 75      | 16      | 30      | 46      | 10      |

### Збірна
| Рік  | Команда | Турнір | Місце | І | Г | П | О | ШХ |
| ---- | ------- | ------ | ----- | - | - | - | - | -- |
| 1998 | Чехія   | ОІ     | 1     | 6 | 1 | 2 | 3 | 0  |
| 2005 | Чехія   | ЧС     | 1     | 9 | 3 | 1 | 4 | 8  |
| 2006 | Чехія   | ОІ     | 3     | 8 | 2 | 6 | 8 | 6  |